# Gordius
Gordius är ett släkte av djur. Gordius ingår i familjen Gordiidae, ordningen Gordioidea, fylumet tagelmaskar och riket djur.
Släktet Gordius indelas i:
- Gordius aeneus
- Gordius alascensis
- Gordius albopunctatus
- Gordius alpinus
- Gordius angulatus
- Gordius aquaticus
- Gordius attoni
- Gordius bivittatus
- Gordius borisphaenicus
- Gordius cavernarum
- Gordius chilensis
- Gordius dectici
- Gordius difficilis
- Gordius fulgur
- Gordius germanicus
- Gordius gesneri
- Gordius guatemalensis
- Gordius interjectus
- Gordius japonicus
- Gordius kimmeriensis
- Gordius longissimus
- Gordius lumpei
- Gordius luteopunctatus
- Gordius mongolicus
- Gordius mulleri
- Gordius nonmaculatus
- Gordius ogatai
- Gordius omensis
- Gordius paranensis
- Gordius perronciti
- Gordius pioltii
- Gordius platyurus
- Gordius plicatulus
- Gordius preslii
- Gordius robustus
- Gordius setiger
- Gordius sinareolatus
- Gordius solaris
- Gordius sphaerura
- Gordius stellatus
- Gordius tatrensis
- Gordius tenuis
- Gordius testaceus
- Gordius tirolensis
- Gordius turcomanicus
- Gordius undulatus
- Gordius verrucosus